# Michal Dymek

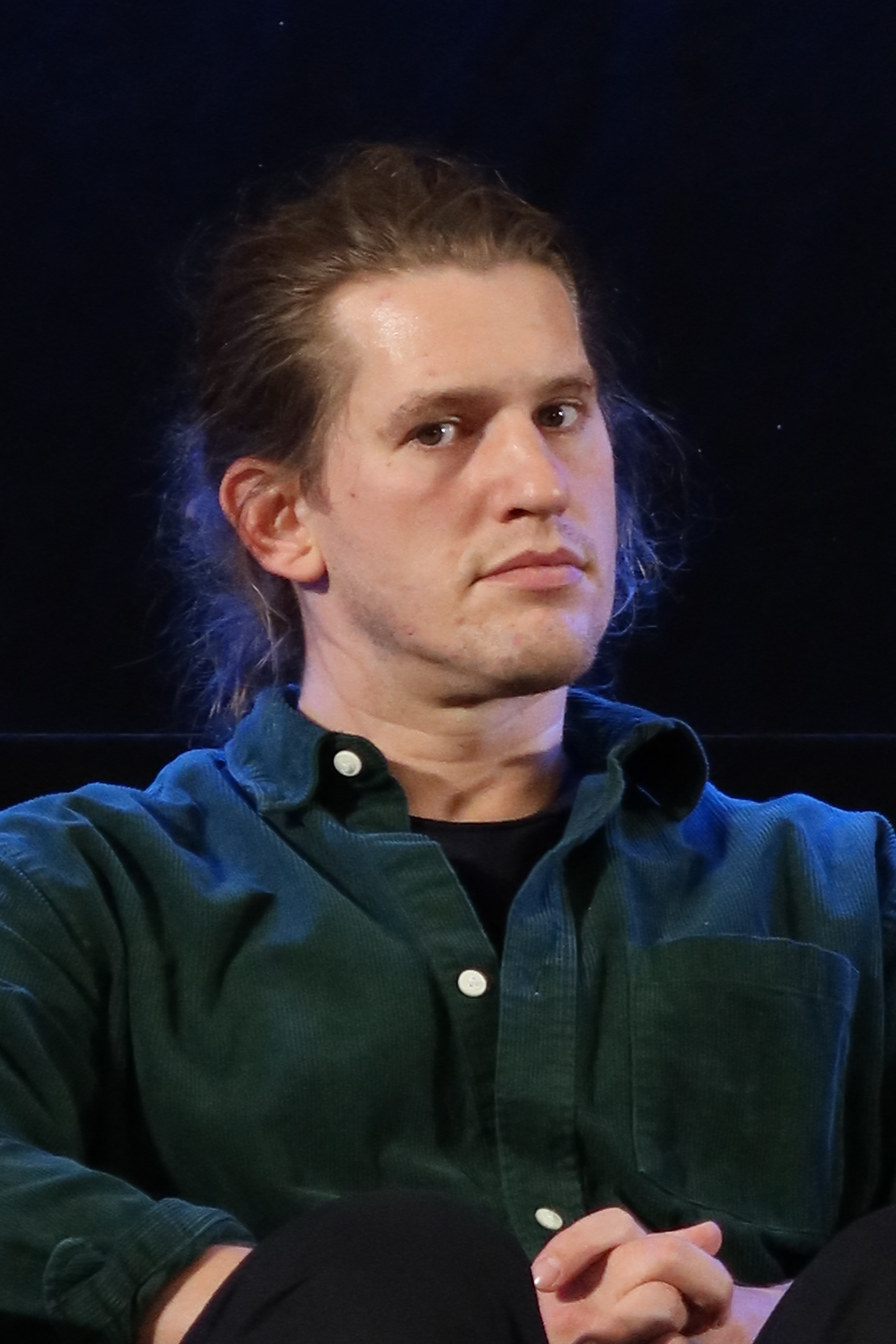
Michał Dymek (2025)

Michal Dymek (* 1. Oktober 1990) ist ein polnischer Kameramann.
Dymek ist Absolvent der Łódź Film School im Bereich der Kameraarbeit und Fernsehproduktion.
Dymek tritt seit den frühen 2010er Jahren als Kameramann in Erscheinung. Sein Schwerpunkt lag in den ersten Jahren auf Kurzfilmen und Musikvideos, außerdem arbeitete er als einfacher Kameramann an verschiedenen Filmproduktionen mit.
Für seine Arbeit wurde Dymek seit 2019 mehrfach auf dem Camerimage nominiert und 2024 ausgezeichnet. Im Jahr 2024 erhielt er die Auszeichnung für die Beste Kameraarbeit der Los Angeles Film Critics Association. Hinzu kommen verschiedene Auszeichnungen und Nominierungen auf internationalen Filmfestivals.
Dymek ist Mitglied der Polish Society of Cinematographers.

## Filmografie (Auswahl)
- 2019: Nocturnal
- 2020: Sweat
- 2021: Wolf
- 2022: EO
- 2023: Unmoored
- 2024: A Real Pain
- 2024: Das Mädchen mit der Nadel (Pigen med nålen)